# NEMA Chicago
NEMA (Chicago) – wieżowiec w Chicago, w Stanach Zjednoczonych. Jego wysokość to 273 m. Posiada 76 kondygnacji. 
Jego budowę rozpoczęto w 2017 roku, a zakończono w 2019 roku. Służy jako budynek mieszkalny. Budynek został zaprojektowany przez Rafaela Viñoly.